# Барбары (Речицкий район)
Барбары (бел. Барбары) — посёлок в Холмечском сельсовете Речицкого района Гомельской области Белоруссии.

## География

### Расположение
В 40 км на юго-восток от Речицы и железнодорожной станции в этом городе, в 90 км от Гомеля.

### Гидрография
Река Брагинка (приток Днепра).

## Транспортная система
Транспортная связь по просёлочной, а затем по автодороге Лоев — Речица.
В посёлке 12 жилых домов (2004 год). Планировка — короткая, плавно выгнутая улица с ориентацией с юго-запада на северо-восток. Застройка редкая, деревянными домами усадебного типа.

## История
Посёлок основан в 1920-х годах на бывших помещичьих землях переселенцами с соседних деревень. В 1931 году организован колхоз. Во время Великой Отечественной войны в ноябре 1943 года оккупанты сожгли 20 дворов и убили 4 жителей посёлка. В 1959 году посёлок входил в состав колхоза «Путь к коммунизму» с центром в деревне Прокисель.
До 31 октября 2006 года в составе Артуковского сельсовета.

## Население

### Численность
2004 год — 12 дворов, 20 жителей.

### Динамика
- 1930 год — 14 дворов, 84 жителя.
- 1940 год — 23 двора, 89 жителей.
- 1959 год — 125 жителей (согласно переписи).
- 2004 год — 12 дворов, 20 жителей.